# 异辛酸亚铊
异辛酸亚铊，又名2-乙基己酸铊(I)，是一价铊的异辛酸盐，化学式为C8H15O2Tl，有毒。其燃烧产物为一氧化碳、二氧化碳和铊的氧化物烟。应在阴凉、干燥处储存。